# Карл Закс (генерал)
Карл Закс (нім. Karl Sachs; 5 лютого 1886, Кроссен-ан-дер-Одер, Німецька імперія — зима 1952/53, Первоуральськ, РРФСР) — німецький військовий діяч, генерал інженерних військ вермахту. Кавалер Німецького хреста в золоті.

## Біографія
На чверть єврей. 28 лютого 1905 року поступив на службу в Прусську армію. Учасник Першої світової війни. В 1919 році вийшов у відставку. В 1921 році поступив на службу в поліцію. 1 жовтня 1935 року перейшов у вермахт.
Учасник німецько-радянської війни, відіграв важливу роль у розгромі радянських військ в Києві і Харкові. З 1 березня 1941 по 1 травня 1942 року — командир 257-ї піхотної дивізії, з 1 травня по 20 вересня 1942 року —  дивізії №159. З 20 вересня 1942 по 5 серпня 1944 року —  командувач 64-м резервним корпусом, з 5 серпня по 1 вересня 1944 року — 64-м армійським корпусом. 1 вересня відправлений у резерв фюрера, 31 грудня — у відставку. В серпні 1945 року заарештований радянськими військами. Помер у таборі для військовополонених.

## Звання
- Фенріх запасу (28 лютого 1942)
- Лейтенант (27 січня 1906)
- Оберлейтенант (16 червня 1913)
- Гауптман (27 січня 1915)
- Майор запасу (1919)
- Майор поліції (1923)
- Оберстлейтенант поліції (25 вересня 1931)
- Оберст поліції (5 лютого 1934)
- Оберст (1 жовтня 1935)
- Генерал-майор (1 квітня 1937)
- Генерал-лейтенант запасу (1 березня 1939)
- Генерал-лейтенант (1 січня 1940)
- Генерал інженерних військ (1 жовтня 1942)

## Нагороди
- Залізний хрест 2-го і 1-го класу
- Королівський орден дому Гогенцоллернів, лицарський хрест з мечами
- Орден Фрідріха (Вюртемберг), лицарський хрест 1-го класу
- Орден «За військові заслуги» (Болгарія), лицарський хрест
- Орден Меджида 3-го класу з мечами (Османська імперія)
- Почесний хрест ветерана війни з мечами
- Медаль «За вислугу років у Вермахті» 4-го, 3-го, 2-го і 1-го класу (25 років)
- Застібка до Залізного хреста
  - 2-го класу (19 вересня 1939)
  - 1-го класу (6 червня 1940)
- Німецький хрест в золоті (30 грудня 1941)
- Медаль «За зимову кампанію на Сході 1941/42» (2 вересня 1942)
- Хрест Воєнних заслуг 2-го класу з мечами (1 вересня 1943)